# Vuši Classic
Vuši Classic je nejakostni povabilni snooker turnir, ki je predhodno potekal pod imenom Džjangsu Classic. Turnir so prvič izvedli leta 2008 pod sponzorstvom Guoljan Securitesa, tedaj je bil turnir del sezone 2008/09. Naslednje leto je glavni sponzor turnirja postal Vudžou International Group.
Turnir je tretji turnir v zgodovini svetovne karavane na Kitajskem, uvedli so ga predvsem zaradi rasti športa in njegove priljubljenosti v tej državi.
Turnir trenutno poteka v Športnem centru Vuši, Vuši, Ljudska republika Kitajska. Po enkrat so na njem zmagali Ding Džunhui, Mark Allen in Shaun Murphy.

## Zmagovalci
| Leto                                       | Zmagovalec                        | Nasprotnik v finalu               | Končni izid                       | Sezona                            |
| Guolian Securites Jiangsu Classic          | Guolian Securites Jiangsu Classic | Guolian Securites Jiangsu Classic | Guolian Securites Jiangsu Classic | Guolian Securites Jiangsu Classic |
| ------------------------------------------ | --------------------------------- | --------------------------------- | --------------------------------- | --------------------------------- |
| 2008                                       | Ding Džunhui                      | Mark Selby                        | 6 - 5                             | 2008/09                           |
| Wuzhou International Group Jiangsu Classic |                                   |                                   |                                   |                                   |
| 2009                                       | Mark Allen                        | Ding Džunhui                      | 6 - 0                             | 2009/10                           |
| Rundili Wuxi Classic                       |                                   |                                   |                                   |                                   |
| 2010                                       | Shaun Murphy                      | Ding Džunhui                      | 9 - 8                             | 2010/11                           |
| Wuxi Classic                               |                                   |                                   |                                   |                                   |
| 2011                                       | Mark Selby                        | Ali Carter                        | 9 - 7                             | 2011/12                           |